# Rio Araci
O Rio Araci é um rio da Romênia afluente do rio Olt, localizado no distrito de Covasna.